# Har Negev
Har Negev (hebrejsky: הר הנגב, Har ha-Negev) je pohoří dosahující nadmořské výšky 1035 metrů v Negevské poušti v Izraeli.
Nachází se v centrální části Negevské pouště, západně od kráterového útvaru Machteš Ramon, cca 80 kilometrů jihojihozápadně od města Beerševa a 110 kilometrů severozápadně od města Ejlat, nedaleko od hranice s Egyptem. Nejvyšším bodem masivu je hora Har Ramon, která je zároveň nejvyšším vrcholkem v jižní části státu Izrael. Pohoří se vyznačuje drsným klimatem s horkými dny a chladnými nocemi (v zimě často teplota klesá pod bod mrazu). Jde o aridní oblast s průměrnými ročními srážkami 86 mm. Zhruba jednou ročně padají srážky v nejvyšších partiích pohoří ve formě sněhu. Nejsou zde žádné stále vodní toky, jen několik vádí, z nichž nejvýznamnějšími jsou Nachal Cin, které směřuje do Mrtvého moře, Nachal Nekarot (směřuje do Vádí al-Araba), Nachal Ramon (protéká dnem kráteru Machteš Ramon) a Nachal Nicana (teče směrem k severu).

## Nejvyšší vrcholy v pohoří Har Negev
- 1035 m. – Har Ramon
- 1012 m. – Har Charif
- 1010 m. – Har Luc
- 996 m. – Har Sagi
- 956 m. – Har Arif
- 926 m. – Har Gizron